# Ischnochiton punctulatissimus
Ischnochiton punctulatissimus är en blötdjursart som först beskrevs av Sowerby 1832.  Ischnochiton punctulatissimus ingår i släktet Ischnochiton och familjen Ischnochitonidae. Inga underarter finns listade i Catalogue of Life.